# Chủ nghĩa phát xít xã hội
Chủ nghĩa phát xít xã hội là một lý thuyết được Quốc tế Cộng sản (Cộng sản) và các đảng cộng sản liên kết ủng hộ trong những năm đầu thập niên 1930, cho rằng nền dân chủ xã hội là một biến thể của chủ nghĩa phát xít vì nó đứng trước chế độ độc tài của giai cấp vô sản, bên cạnh một tập đoàn giáo phái chia sẻ mô hình kinh tế học.
Vào thời điểm đó, các nhà lãnh đạo của Cộng đồng như Joseph Stalin và Rajani Palme Dutt lập luận rằng xã hội tư bản đã bước vào Thời kỳ thứ ba, trong đó một cuộc cách mạng giai cấp công nhân sắp xảy ra, nhưng có thể bị ngăn chặn bởi các nhà dân chủ xã hội và các lực lượng "phát xít" khác.
Thuật ngữ "chủ nghĩa phát xít xã hội" được sử dụng một cách miệt thị để mô tả các đảng phái dân chủ xã hội, các đảng phái xã hội chủ nghĩa chống đối và tiến bộ và bất đồng chính kiến trong các chi nhánh của Comitern trong suốt thời kỳ chiến tranh. Lý thuyết "chủ nghĩa phát xít xã hội" được Đảng Cộng sản Đức ủng hộ mạnh mẽ, phần lớn được lãnh đạo Liên Xô kiểm soát và tài trợ từ năm 1928 trở đi.